# Cornillé-les-Caves
Cornillé-les-Caves település Franciaországban, Maine-et-Loire megyében. Lakosainak száma 481 fő (2022. január 1.). Cornillé-les-Caves Mazé-Milon, Loire-Authion és Jarzé Villages községekkel határos.

## Népesség
A település népességének változása:
| Lakosok száma | 406  | 491  | 469  | 428  | 464  | 485  | 470  | 467  | 471  | 481  |
|               | 1968 | 1982 | 1990 | 2006 | 2013 | 2015 | 2017 | 2019 | 2020 | 2022 |